# パイロン (風邪薬)
『パイロン』は、シオノギヘルスケアから発売されている風邪薬関連ブランドである。

元々は塩野義製薬から発売されていたが、2016年4月のコンシューマーヘルスケア事業の分社化に伴う継承により、シオノギヘルスケアの取扱となった。

## 商品一覧

### 現行製品
- パイロンPL顆粒【指定第2類医薬品】 - 2017年8月発売。顆粒タイプ（サリチルアミド+アセトアミノフェン+プロメタジンメチレンジサリチル酸塩+無水カフェインの4つの有効成分を配合）の非ピリン系のかぜ薬。服用年齢は15歳以上。発売当初は12包での発売だったが、2018年8月に大容量品となる24包を追加発売した。なお、マツキヨココカラ&カンパニーグループ向けに専用容量品が設定されており、当初は18包を設定[1]。その後、大容量品で最大容量となる30包が追加発売された（当初マツモトキヨシグループ専売であったが、2020年よりココカラファイン(現:ココカラファイングループ)でも取り扱われるようになった）。
- パイロンPL顆粒Pro【指定第2類医薬品】 - 2021年8月発売。既存の「パイロンPL顆粒」から全ての有効成分の含有量を増量して医療用（後述）と同量にしたもので、1日4回タイプ（原則として4時間以上の間隔をおく）。パッケージには二次元コードにデボス加工（凹加工）を施し、スマートフォン等の携帯端末から読み込むことで多言語対応（端末の言語を自動認識して翻訳文を表示）の製品情報を表示させることが可能な「アクセシブルコード」を導入している。2023年8月に18包を追加発売。本品では2022年7月に制定されたグループブランドロゴ（分銅マーク+英字表記の「SHIONOGI」ロゴ）表記となり、既存の12包も自然切替により変更される。
- パイロンPL錠【指定第2類医薬品】 - 2019年8月発売。「パイロンPL顆粒」と同一の有効成分が配合された錠剤で、PTP包装にしている。
- パイロンPL錠Pro【指定第2類医薬品】 - 2023年8月発売。既存の「パイロンPL錠」と同一の有効成分の分量を「パイロンPL顆粒Pro」と同量に増量したもの。1日4回服用となる。
- パイロンPL錠ゴールド【指定第2類医薬品】 - 2020年8月発売。「パイロンPL錠」の処方をベースに、非麻薬性鎮咳成分のデキストロメトルファン臭化水素酸塩水和物と去痰成分のブロムヘキシン塩酸塩を追加配合し、せきとたんの効能・効果を追加した処方強化型。2022年に「パイロンPL顆粒Pro」のデザインをベースとしたゴールド系のパッケージへ変更された。
- パイロン溶かしてのむかぜ薬【指定第2類医薬品】 - 2010年5月発売。レモン味で、湯や水に溶かして服用するタイプ。服用年齢は15歳以上（製造販売元:日東薬品工業）。
- パイロンPL Proマスク - 2021年10月発売。表面に抗ウイルス・抗菌防臭のW加工を施し、2層目にナノファイバー素材「NafiaS」を採用した3層構造の使い切り不織布マスク。個包装タイプで、内袋は「パイロンPL顆粒Pro」を想起するデザインとなっている。袋包装の5枚入りと箱包装の20枚入りがあり、5枚入りは店頭（主に薬局・ドラッグストアなど）向け、20枚入は通信販売の「シオノギヘルスケアONLINE」での取扱となる。2022年2月には箱包装に小さめサイズが追加発売された。
- パイロンPL Proマスク 立体型 - 2022年11月発売。上部にフィルム（アンチフォグフィルム）を内蔵し、サイドの頬部の形状を凹型とした独自形状とした立体型のマスク。本品は同年7月に制定されたグループブランドマークを初めてパッケージに表記した製品でもある。「PL Proマスク」の箱包装同様、「シオノギヘルスケアONLINE」限定販売となる。

### 製造終了品
- パイロンハイ【指定第2類医薬品】 - ピリン系成分のイソプロピルアンチピリン（IPA）に2種類の生薬成分（カンゾウ・オウヒ）を配合した錠剤タイプ。服用年齢は15歳以上。
- パイロンMX【指定第2類医薬品】 - カプセルタイプの総合かぜ薬（麻黄湯エキス配合）。服用年齢は7歳以上（製造販売元:ダイト）。
- パイロンS【第2類医薬品】 - 2003年9月発売。錠剤タイプ（ナンテンジツ乾燥エキス配合）。服用年齢は7歳以上。
- パイロンα【指定第2類医薬品】 - 1991年10月発売。錠剤タイプ。服用年齢は7歳以上。
- パイロンAM錠【指定第2類医薬品】 - 錠剤タイプの総合かぜ薬（リゾチーム塩酸塩配合）。服用年齢は5歳以上。マツモトキヨシグループ向け製品で、「MK CUSTOMER」の一製品として発売されていた。
- パイロンMK錠【指定第2類医薬品】 - 錠剤タイプ（イブプロフェン配合）の総合かぜ薬。服用年齢は15歳以上。従来はプライベートブランドの「MK CUSTOMER（エムケー カスタマー）」として発売されていたが、2017年にパッケージデザインが刷新され、「matsukiyo（マツキヨ）」へブランド移行した。
- パイロン乳児用カプセル
- パイロン幼児用顆粒
- 幼児用パイロンAM顆粒
- パイロンのど飴
- パイロンL24 - 効果が24時間持続する1日1回夕食後服用タイプの鼻炎薬。塩酸フェニルプロパノールアミン（PPA）を含有するため、2003年8月12日に厚生労働省からの通知を受け製造および出荷を中止した。
- パイロン鼻炎カプセルA
- パイロン99鼻炎内服液【指定第2類医薬品】 - スティック包装の液体鼻炎薬（製造販売元:パナケイア製薬）。
- パイロンS鼻炎顆粒【第2類医薬品】 - スティック包装を採用した顆粒タイプ。服用年齢は7歳以上。

## CM
フジテレビにて、同社による一社提供番組として長きにわたって放送され続けている「ミュージックフェア」などでCMが放送されていた。イメージキャラクターとして十朱幸代、黒柳徹子、浅野ゆう子らが出演していたことで知られる。後述する「パイロンPL顆粒」が発売されるまでは当社のCMが2パターンしかない場合や、製造販売中であってもCM放映はされていなかった。
2017年11月に、「パイロンPL顆粒」のテレビCMが放映を開始した。出演は三森すずこ。2018年シーズンも継続し、CMに加え、交通広告も展開されていた。2019年シーズンは、「パイロンPL錠」の発売を機に「パイロンPLシリーズ」としてCM映像を一新し、三森と宮野真守の2人で出演する版と、宮野単独出演版の2種類があった（三森単独出演版は放映終了）。2020年10月からはPL錠ゴールドの発売に合わせCM映像を再刷新、山本美月と宮野が出演する版と、山本単独出演版の2種類を展開している（三森はCMキャラクターとして店頭・交通広告で出演継続）。
2022年10月からは、新たに青山学院大学陸上競技部長距離ブロック監督の原晋と、引き続き山本美月が二人で共演している。
2023年9月27日に「パイロンPL顆粒Pro」のテレビCMが改定され、新たに西島秀俊が起用された。

## 処方箋医薬品
塩野義製薬が製造・販売する、処方箋医薬品「PL配合顆粒（1962年発売、発売当初は「PL顆粒」）」は、パイロンの成分を一部変更し、顆粒状にしたものである。PLの語源はPyLonから来ている。後発医薬品に、「セラピナ配合顆粒」（シオノケミカル製造、販売はファイザーや日本ジェネリックなど複数社で実施）などがある。
なお、前述した「パイロンPL顆粒Pro」はこの「PL配合顆粒」を一般用医薬品向けに効能・効果、用法・用量を変更したもので、有効成分や配合量、添加物は「PL配合顆粒」と同一である。